# Alfred Kirstein
Pour les articles homonymes, voir Kirstein.
Alfred Kirstein est un médecin et peintre allemand né le 25 juin 1863 et mort le 2 décembre 1922, pionnier de la laryngoscopie. Il réalise la première laryngoscopie directe au monde le 23 avril 1895. Auparavant, le larynx était examiné par un système de miroir sans vision directe.

## Biographie

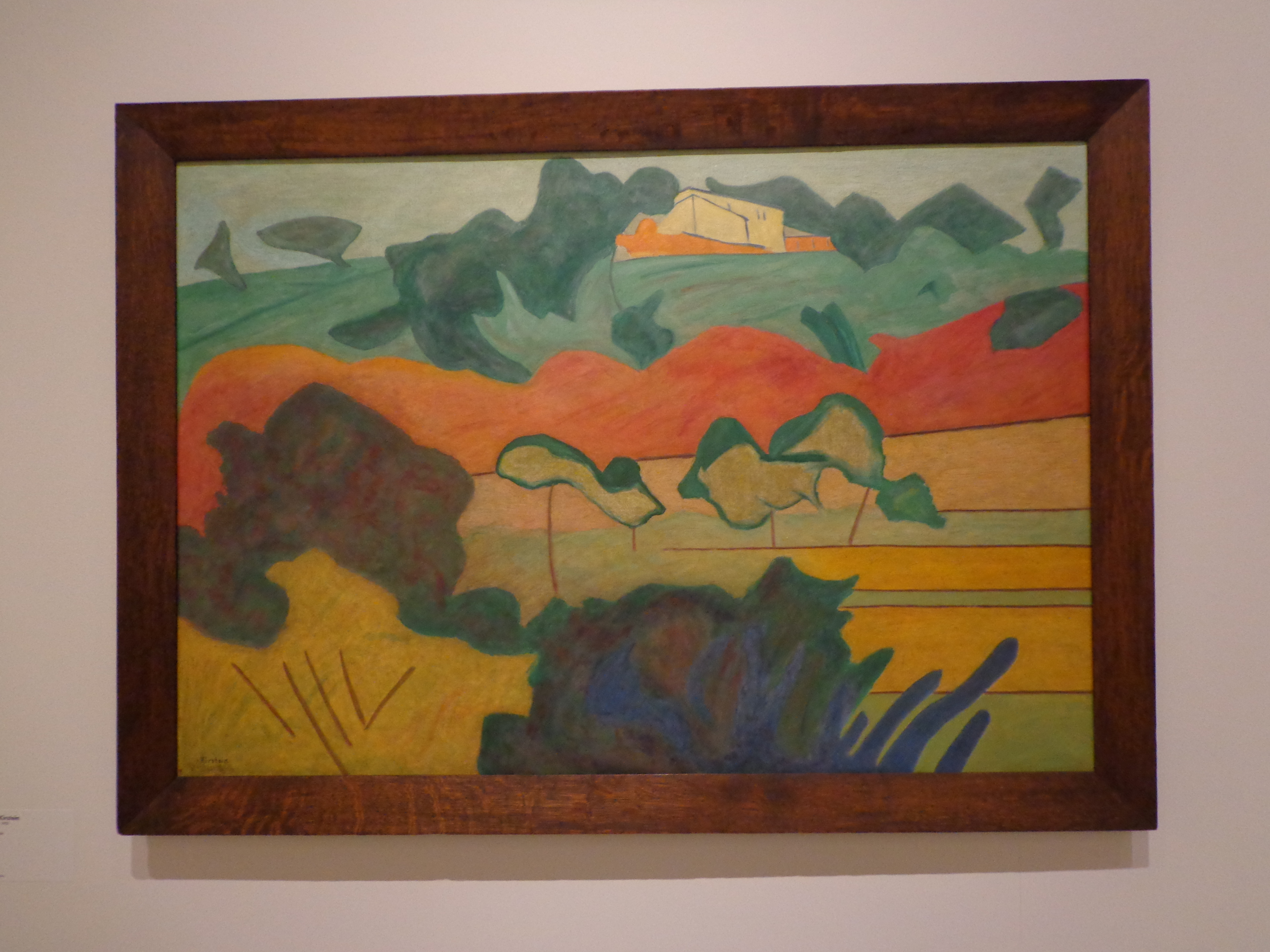
Alfred Kirstein, Paysage (huile sur toile, sans date, collection particulière)

Alfred Kirstein est né d'un père médecin à Berlin, et a étudié la médecine à Strasbourg et à Fribourg. En 1886, il soutient sa thèse à Berlin, sur le thème de la tuberculose chronique des voies urinaires. Après de courts séjours à Cologne, il retourne à Berlin afin d'exercer une activité de médecine légale. Alfred Kirstein s'intéresse à l'examen du larynx à la suite de la découverte de Rosenheim, qu'un œsophagoscope pouvait être inséré dans le larynx à travers les cordes vocales. Sa première technique de laryngoscopie directe utilise ainsi un œsophagoscope, introduit après une anesthésie locale à la cocaïne. Il modifia ensuite le matériel, notamment en remplaçant la source de lumière issue d'une lampe frontale par une lampe électrique accolée à l'endoscope, appelé autoscope, et dont la lumière est réfléchie par un prisme de manière à se projeter dans l'alignement du tube.
Il reprend le cabinet de son père à la mort de ce dernier en 1896, et abandonne la médecine en 1903 (à l'âge de 40 ans) afin de se consacrer à la peinture et à l'histoire de l'art. Durant la Première Guerre Mondiale, il revient cependant à une activité médicale et exerce à Stargard et Stettin.